# Grete Lundt
Grete Lundt (* 20. Mai 1892 in Temesvár, Königreich Ungarn, Österreich-Ungarn; † 31. Dezember 1926) war eine österreichische Schauspielerin.

## Leben
Sie stammte aus der Bevölkerungsgruppe der Banater Schwaben, besuchte die Handelsschule und arbeitete ab 1906 als Bürokraft. Sie absolvierte dann einen Gesangs- und Tanzunterricht sowie privaten Schauspielunterricht in Berlin bei Gertrud Arnold.
Bei der Wiener Kunstfilm stand sie 1914 erstmals vor einer Filmkamera, und in den folgenden Jahren erhielt sie Haupt- und Nebenrollen in einigen österreichischen Produktionen. 1920 kehrte sie nach Berlin zurück, wo sie sich vermehrt auf ihre Bühnenarbeit konzentrierte.
Sie trat vor allem an den Theatern von Victor Barnowsky und den Meinhard-Bernauer-Bühnen auf, danach war sie in Rosa Valettis Kabarett Die Rampe zu sehen. 1925 gastierte sie an der Schouwburg in Amsterdam.
In der Silvesternacht 1926 verübte Grete Lundt im Durchgangszug Frankfurt–Berlin aus Verzweiflung über ihre dauernde Engagementslosigkeit durch Morphium Selbstmord. — Wie in Zusammenhang mit dem Vorfall auch berichtet wurde, sei Lundt in der allerletzten Zeit unter die Morphinisten gegangen.

## Filmografie
| - 1914: Der Traum eines österreichischen Reservisten - 1915: Mutter Sorge - 1915: Komödianten - 1915: Der Meineidbauer - 1916: Die Tragödie auf Schloß Rottersheim - 1917: Der Schmuck der Herzogin - 1918: Die Macht des Anderen - 1918: Das mißglückte Rendezvous - 1919: Das Auge des Buddha - 1919: Frauenehre - 1919: Der Diamant des Todes - 1919: Der Schönheitspreis | - 1919: Inferno - 1919: Ohne Zeugen - 1919: Das kommt davon - 1919: Homo Immanis – Der Unmensch - 1919: Der verarmte Edelmann - 1920: Der Mann mit den drei Frauen - 1920: Der gelbe Diplomat - 1920: Frauen... - 1922: Miss Rockefeller filmt - 1924: Nju - 1924: Wenn Männer schweigen |